# Vanadium(III)jodide
Vanadium(III)jodide (VI3) is een anorganische verbinding van vanadium. Het is een zwarte vaste stof, die oplosbaar is in water.

## Synthese
Vanadium(III)jodide wordt bereid door vanadium en di-jood bij een temperatuur van 500°C te laten reageren met elkaar:
{\displaystyle \mathrm {2\ V\ +\ 3\ I_{2}\ \longrightarrow \ 2\ VI_{3}} }